# ウェスト・カントリー・ハーリア
ウェスト・カントリー・ハーリア（英：West Country Harrier）は、イギリス原産のセントハウンド犬種のひとつである。

## 歴史
イギリスの田舎に古くから存在する地犬で、現在のハーリアに比べるとよりオリジナルのものに近い犬種であるとされている。尚、生い立ちの異説としてフランスの旧王室犬であるキングス・ホワイト・ハウンドから生まれたとする説も唱えられているが、時系列的な食い違いが大きく信憑性に欠け、現在は否定されている。キングス・ホワイト・ハウンドは15世紀に献上された1匹の犬を基礎として誕生した犬であり、以後衰退する18世紀までフランス王室やその国と国交があった国の王族以外の手に渡ることが頑なに禁じられていた。ところが、ウェスト・カントリー・ハーリアはキングス・ホワイト・ハウンドが誕生する遥か前の15世紀にはすでに犬種として存在しており、その名の通り田舎で農民によってのみ飼育されていた犬種で、農民が王室の犬を入手すること自体が不可能であった。
主にその名の通りノウサギを狩るために使われていた（ハーリア：「ヘア（ノウサギ）を狩る犬」という意味がある）が、後にキツネを狩るのにも使われるようになった。パックで獲物の臭いを追跡し、発見するとパックのメンバーで協力して仕留めた。フォックスハウンド系の犬の血が入っていないため他のキツネ狩り用のセントハウンドと比べるとキツネ狩りはあまり得意ではなかったが、これを狩ることができたため何とか流行に追いつき、衰退し絶滅するのを遅らせることができた。尚、ノウサギ狩りは非常に得意で、農作物の食害に困る農民にとっては害獣を駆除するだけでなく、ノウサギの肉や皮も手に入れさせてくれるという点から何にも代えがたい宝物のような存在として大切にされた。
しかし、キツネ狩りが本格化したことや猟銃の普及などの要因によってかつての需要は失われ、頭数は大幅に減少した。1900年代には仔犬も生まれ純血犬種としての登録が継続されていたが、その後絶滅寸前となり、ケネルクラブから犬種公認を解除されてしまった。公認を解除・抹消されるということは多くの犬種の場合、その種が絶滅したことを認定されたという重篤な事態を示している。現在はこれに従って絶滅犬種として認知されているが、実際にはイギリスの辺地にまだ純血の犬が僅かながら存在しており、完全に絶滅したわけではない。

## 特徴
頭部はやや小さめで、脚が長めのセントハウンドである。ハーリアに比べると耳の形や脚の長さ、毛色などの多くの点が異なっている。耳は長方形に近い垂れ耳、尾は飾り毛の少ない垂れ尾。コートは硬めのショートコートで、毛色はホワイトをベースとしてタンかカフェオレのマーキング、サドル（背）にブラックの3色が入ったハウンドカラー。性格は明朗で優しく、主人家族に対し友好的である。スタミナは猟犬としてはあまり多くないが、嗅覚の鋭さやよく響く吠え声がそれをカバーしている。又、一般的にフォックスハウンド系の犬が苦手とする岩場などでの狩りも得意としている。